# Râul Vărbilău
Râul Vărbilău este un curs de apă, afluent al râului Teleajen.  Râul se formează la confluența brațelor Vărsăturile și Clăbucet.

## Hărți
- Harta Județului Prahova
- Harta Munții Grohotiș [nefuncțională – arhivă]
- Harta Munții Ciucaș  Arhivat în 30 martie 2010, la Wayback Machine.